# Карбонели (Бриндизи)
Карбонели (итал. Carbonelli) је насеље у Италији у округу Бриндизи, региону Апулија.
Према процени из 2011. у насељу је живело 125 становника. Насеље се налази на надморској висини од 43 м.